# A1303SA
A1303SA（エー いちさんぜろさん エスエー）は、三洋電機（現 京セラ SANYOブランド）製のau（KDDI・沖縄セルラー電話）の第三世代携帯電話(CDMA 1X)端末である。

## 主な機能など
基本設定は除く。
- ジャンプメニュー

よく使う機能を登録しておき、簡単にその機能を使える。
便利Tool
- 簡単電卓

簡単な計算が出来る。『円→外貨』『外貨→円』換算機能やチップ計算機能もある。
チップ率設定でチップ率を変更できる。
- カウントダウンタイマ

時間を設定し(例えば1分後)、好きな音楽や画像をその時間後にアラームさせる（設定できるデータのみ）。またバイブも一緒にさせることができる。アラーム優先かマナーモード優先か設定できる。
- 目覚まし

時刻を設定し、その時刻になったらアラームを鳴らすことができる。
繰り返すかや音・画像設定、バイブ等も設定できる。カウントダウンタイマーと同じくアラーム優先かマナーモード優先か設定できる。
- フォトミキサー

テンプレートと写真を合成して動画にすることができる。（バイブはある場合とない場合がある。）
- ミラーディスプレイ

画面を鏡に出来る。
- with　Donald

待受画像・各種着信音などを一括変更できる。
- グローバルパスポート対応。

## 沿革
- 2003年3月4日　 テレコムエンジニアリングセンター(TELEC)による技術基準適合証明（技術基準適合証明番号01XZAA3001127～3001176）
- 2003年3月7日　 TELECによる技術基準適合証明（技術基準適合証明番号01XZAA3001177～3001236）
- 2003年3月31日　電気通信端末機器審査協会による技術基準適合認定の設計認証（設計認証番号A03-0163JP）
- 2003年3月27日　TELECによる技術基準適合証明の工事設計認証（工事設計認証番号01XZAA1052）
- 2003年8月　　　発売
- 2012年7月22日　CDMA 1Xサービス終了により使用はこの日限りとなる。